# Суверенный великий восток Германии
Суверенный великий восток Германии (нем. Souveräner GrossOrient von Deutschland) (СВВГ) — в соответствии со своей конституцией, заявляет о себе как о независимой либеральной масонской организации.

## История
Суверенный великий восток Германии был основан в октябре 2002 года четырьмя масонскими ложами по семь мастеров в каждой для генезиса либерального Великого востока Германии мужчин и женщин, в духе просвещения, толерантности в современной Европе. Инсталляция и освящение СВВГ прошли 4 октября 2003 года в Оффенбахе-на-Майне, проводили инсталляцию и освящение: Великий восток Франции, Великий восток Бельгии, Великая ложа Бельгии, Великий восток Швейцарии и Великий восток Австрии.

## Принципы и Конституция СВВГ
В уставе СВВГ уделено внимание, как старым масонским обязательствам («Масонские ландмарки»), так и т. н. Новым обязательствам, которые приобрели новую интерпретацию на основе гуманитарных ценностей. В частности, внимание акцентировано на социальных правах человека, таких как равенство между мужчинами и женщинами, свобода совести и свобода вероисповедания. В отличие от требований в Объединенной великой ложе Англии и признанных ею регулярных великих лож, в СВВГ не требуется религиозная вера в высшую сущность, а также членами послушания могут быть не только мужчины.
В соглашении подписанном в Страсбурге в 1961 году, и в Конституции СВВГ, говорится, что на работах масонских лож Книга священного закона является не обязательной к использованию в качестве одного из трёх символов масонства. Кроме того, нет никакого обязательства использовать понятие Великий Архитектор Вселенной.
Члены ложи вправе использовать свободно свой ритуал, так как являются суверенными и действуют в соответствии с своими собственными руководящими принципами, которые основаны на их конституции. В масонских ложах СВВГ все масонские работы полностью одобрены, но не требуют при этом взаимопризнания.
Конституция СВВГ включает среди прочего:
- Всеобщую декларацию прав человека Организации Объединенных Наций.
- Хартию Европейского союза по правам человека.
- Основной закон ФРГ.
- Всеобщую декларацию обязанностей человека Совета взаимодействия.
- Декларацию подписанную в Страсбурге[3].
- Право на создание мужских, женских и смешанных лож.

СВВГ объединяет 5 лож в Германии.